# Věra Bartošková
Věra Bartošková (* 27. September 1946 in Prag) ist eine tschechische Publizistin und Dichterin.

## Leben
Sie absolvierte ein Studium an der Philosophischen Fakultät der Karlsuniversität in Prag, seit 1974 lebt sie in Duchcov. Sie wirkte als Redakteurin des Nordböhmischen Verlages, im Teplitzer Směr, in der Revue Teplice, als Chefredakteurin der Nordböhmischen Revue und im Nordböhmischen Tageblatt. Sie ist Mitglied des Syndikats der Journalisten, des Obec spisovatelů Prag (Schriftstellergemeinde Prag) und des Nordböhmischen Schriftstellerklubs. 1993 gründete sie den Verlag KAPUCÍN der Gesellschaft der Freunde der Stadt Duchcov, gab in ihm mehr als 40 Bücher und Publikationen überwiegend nordböhmischer Autoren heraus bzw. bereitete sie vor. Sie wirkt aktiv in einigen ökologischen und zivilen nichtstaatlichen Organisationen mit. Sie initiierte die vielschichtigen ökologisch-bildenden Symposien „Vznášení nad krajinou“ (Schweben über der Landschaft) und organisiert sie seit 1996.

## Werk
Ihre Verse publiziert sie in literarischen Zeitschriften und Medien in der Region und auch in der ganzen Tschechischen Republik – die Verse veröffentlicht sie im regionalen Druck und auch in ganz Tschechien, z. B. in der Beilage der Zeitschrift Nové ústecké přehledy Sluneční koróna, im südböhmischen Forum, im Liberecer Světlik und auf den Internetseiten der Dichter der Tschechischen Republik. Sie gab die Samizdat-Sammlung Jezeří (1988) heraus und betreut die Publikation Chceme čistý vzduch (Wir wollen saubere Luft, 1990) über ökologische Demonstrationen in Teplice. Nach ihrem Gedicht Strach o moudivláčka (Angst um die Beutelmeise) wurde eine Anthologie nordböhmischer und sorbischer Autoren benannt (Kapucín 1996). Ihre Verse sind Bestandteil der Anthologie nordböhmischer Autoren Od břehů k horám (Von den Ufern zu den Bergen, Verlag Votobia 2000). Sie gab die Gedichtsammlungen Vrstvení v krajině (Schichtung in der Landschaft, Verlag Kapucín, 2002) und Zasaženi sluncem (Von der Sonne getroffen, Verlag Kapucín, 2003) heraus. Aus den Versen der Sammlung Vrstvení v krajině hat der nordböhmische Komponist Václav Bůžek die Kantate „Černí čápi a bílé labutě“ (Schwarze Störche und weiße Schwäne) für Sopran, Bariton, gemischten Chor, Orgel und Orchester komponiert. Die Weltpremiere erklang 2004 in Teplice in der Darbietung der Nordböhmischen Philharmonie und der Solisten des Nationaltheaters. Sie beteiligte sich mit ihren Versen an der Anthologie nordböhmischer Literaten „Sluneční koróna“ (Sonnenkorona, Verlag Kapucín, 2004) und Poutníci slova (Pilger des Wortes), mit Übersetzung ins Esperanto (herausgegeben vom Teplitzer Šlauch 2000, einem freien bildenden und literarisch-ästhetischem Verein, 2004). 2005 wurden ihre Verse in den Gedichtband Vzplanutí deště (Auflodern des Regens) im Internet einbezogen (im Rahmen des Projektes der unvergessenen Literatur Taxus bohemica wurde er vom Syndikat V-Art Horažďovice-Písek, Prácheň vorgestellt). Im gleichen Jahr gab die Nordböhmische wissenschaftliche Bibliothek in Ústí nad Labem zusammen mit dem Nordböhmischen Schriftstellerklub ihre Gedichtsammlung Světlo stromů (Das Licht der Bäume) heraus.
2006 trug sie zur Anthologie Rošáda (Rochade, herausgegeben zum Festival der Poesie südböhmischer Autoren, Balt-East, Ke Škole 1, 14900 Praha 11) bei. Ihre Poesie ist auf den Webseiten der Schriftstellergemeinde Prag (www.obecspisovatelu.cz) und des Verlages Žár und der Zweigstelle Ostrava des Schriftstellergemeinde (www.zar.cz) vertreten.
Sie nimmt an Autorenlesungen im Teplický Šlauch, im Moster Zyklus Nebojte se poezie (Fürchtet euch nicht vor Poesie), in der Wissenschaftlichen Bibliothek in Ústí nad Labem, in der Stadtbibliothek in Teplice, im Blauen Klub in Litoměřice und in Prag teil. In ihren Versen hebt sie die Einmaligkeit der Natur und der Landschaft hervor und berührt die Angst um sie, besonders um das Erzgebirge und das Böhmische Mittelgebirge. Sie sucht verborgene und herausgearbeitete Zusammenhänge mit der antiken und der keltischen Mythologie. Ihre neueste Gedichtsammlung Šupiny hlubin (Schuppen der Tiefen) erschien 2007.